# Маріана Попова
Маріана Ніколова Попова (болг. Мариана Николова Попова); нар.. 6 червня 1978, Софія, Болгарія — болгарська співачка, представниця Болгарії на конкурсі пісні Євробачення 2006, який проходив в Афінах.

## Життєпис
Маріана Попова народилася 6 червня 1978 року в місті Софія. Почала займається музикою з 11 років, а пізніше вона також вивчала сучасну музику і джаз-балет. З 1989 по 1991 рік займалася народним співом і танцями. Була студенткою на кафедрі джазового співу в Новому болгарському університеті.
З 1996 до 2000 року вона входила до складу групи Cocomania, яка була популярна відомим хітом Ти не дойде (укр. Ти не прийшов). У 2001 році вона виграє у програмі Слави Show.  Пізніше здобула перемогу на конкурсі місцевого радіо, а потім співала в Piano Bar Нощни птаха (укр. Нічні пташки) на теленакалі БНТ.
У 2005 році вона виграла перший приз на фестивалі Бургас и море з піснею Dream About Me (Сон про себе), яку вона виконала в дуеті з Даніні Милєвим. Маріана Попова була однією з п'яти поп-виконавців, номінованих на премії ММ..

## Євробачення 2006
У 2006 році Маріана Попова перемогла на болгарському національному відборі з піснею "Let Me Cry (укр. Дай мені поплакати), що дало їй можливість представити Болгарію на конкурсі пісні Євробачення 2006 в Афінах. За результатами півфіналу, що пройшов 18 травня, Маріана посіла 17-е місце і не пройшла до фіналу конкурсу.
Разом з Маріаною, бек-вокалістом брав участь поп-фолк співак Азіс. Проте він не брав участь у відбірковому конкурсі Болгарії, оскільки не хотів своєю участю викликати спекуляцій про те, що його популярність могла підігріти інтерес до пісні Маріани Попової.

## Після Євробачення
Маріана взяла участь у благодійному баскетбольному матчі — Чудова шістка разом з баскетбольним тренером Тіті Папазовим, завоювавши найбільшу підтримку глядачів на трибунах.
У 2008 році Маріана випустила свій дебютний альбом New Religion (укр. Нова релігія). Альбом включив 11 композицій, серед яких кавер-версія пісні Паші Христової Остані (укр. — Залишся)..
У 2009 році Маріана знову взяла участь у болгарському національному відборі з піснею Crazy (укр. — Божевільний), але не набрала достатню кількість голосів.
У 2011 році Маріана випустила другий альбом Pay It Forward.
Маріана була наставницею першого сезону проекту Гласът на България (укр. — Голос Болгарії), болгарської версії шоу Голос країни.
17 вересня 2012 року Мар'яна була учасницею програми VIP Brother Bulgaria і вибула 5 листопада того ж року.

## Особисте життя
28 грудня 2009 року Маріана народила доньку від італійця Ханнеса Перфлера, яку назвали Марія Магдалена Ханнес Перфлер Попова. У Маріани є брат — Джордж. Її батько помер, коли їй було 15 років.

## Дискографія
1. 2008 — New Religion / Нова релігія
2. 2011 — Предай нататък / Заплати навпаки